# Religieus socialisme
Het religieus socialisme gaat uit van de verenigbaarheid van religie (in het bijzonder religieuze waarden) en socialisme. Omdat zowel "religie" als "socialisme" uiterst rekbare begrippen zijn is het niet geheel juist om te stellen dat religieuze socialisten per definitie links zouden zijn. De voornaamste drijfveer van een religieuze socialist is compassie met zijn medemens en hiermee onderscheidt het zich van andere politieke religieuze filosofieën die ongetwijfeld compassie belangrijk vinden, maar haar (d.i. compassie) toch niet op de eerste plaats zetten. Deze opvatting als uitgangspunt nemend, kan men een religieuze socialist zowel in rechtse (paternalistisch conservatieve, corporatistische en traditionalistische) kringen als bij klassiek linkse (liberale, socialistische) kringen aantreffen.
Bekende vormen van religieus socialisme zijn:
- Christensocialisme
- Islamitisch socialisme
- Joods socialisme
- Boeddhistisch socialisme

De Internationale Liga van Religieus-Socialisten verenigt verschillende religieus-socialistische bewegingen.